# Niedershausen
Niedershausen ist ein Ortsteil der Gemeinde Löhnberg im mittelhessischen Landkreis Limburg-Weilburg mit über 1000 Einwohnern.

## Geographie
Niedershausen liegt im südlichen Westerwald am Kallenbach, etwa 21 Kilometer nordöstlich von Limburg an der Lahn, sieben Kilometer nordwestlich von Weilburg und drei Kilometer nördlich vom Kernort Löhnberg an der Landesstraße 3044.
Die angrenzenden Orte sind, von Norden beginnend, im Uhrzeigersinn: Obershausen, Kernort Löhnberg (beide Gemeinde Löhnberg) und Probbach (Gemeinde Mengerskirchen).

## Geschichte

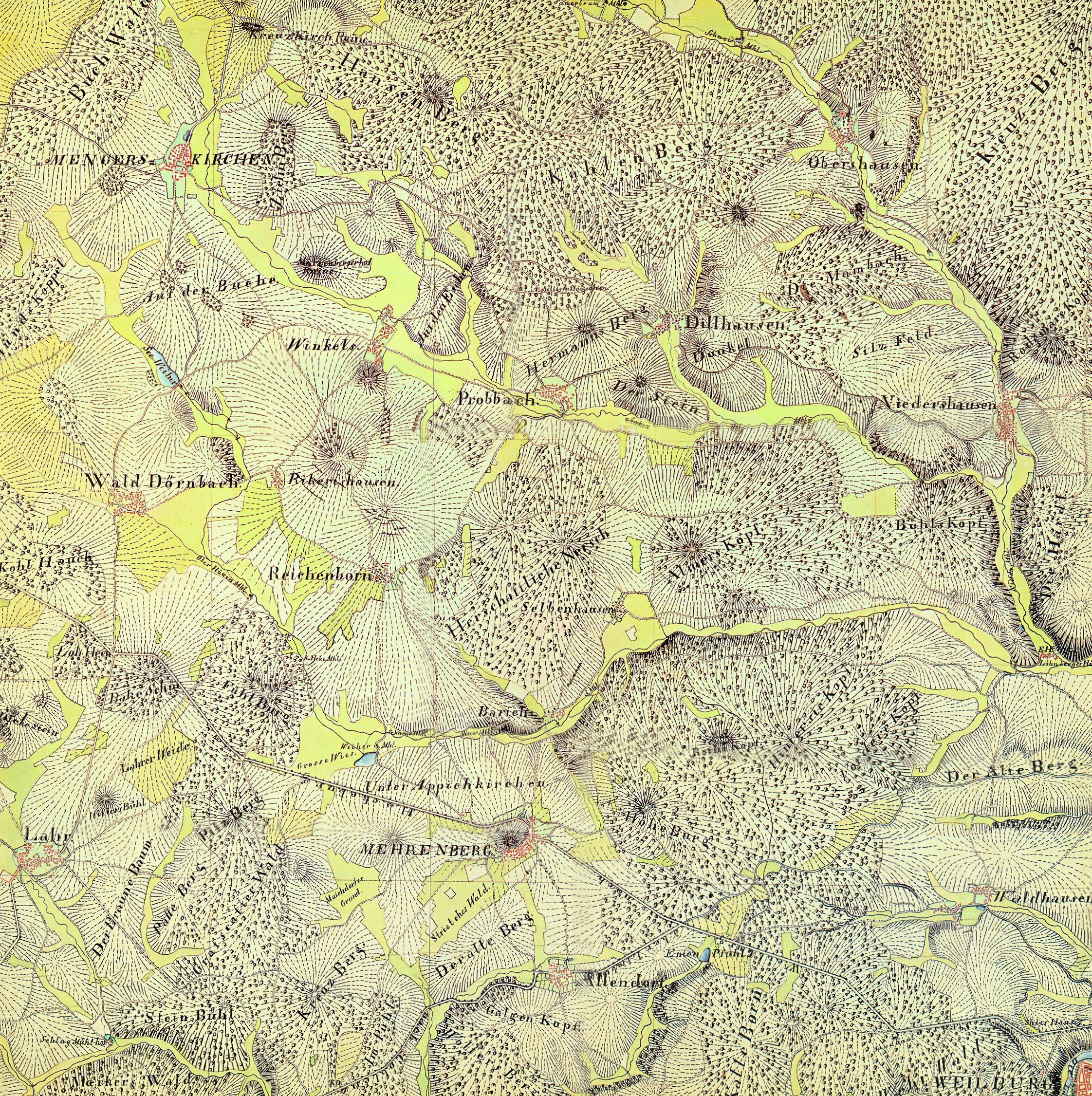
Die Karte der Topographischen Aufnahme der Rheinlande von 1819, auf der Niedershausen verzeichnet ist

### Ortsgeschichte
Die älteste bekannte urkundliche Erwähnung datiert in das Jahr 1296. Niedershausen gehörte bis 1492 zur Grafschaft Solms, kam dann an Nassau-Beilstein und 1621 an Nassau-Diez.
Im 17. Jahrhundert wurde die Entwicklung des Dorfes immer wieder durch Katastrophen zurückgeworfen. 1613 starben in Niedershausen über 100 Personen an der Pest. Während des Dreißigjährigen Krieges (1624) brannte die Siedlung fast völlig aus. Sie bestand bis zu dieser Zeit aus 51 Wohnhäusern, in denen 173 Menschen lebten, 45 Scheunen und 6 Ställen. Nach dem verheerenden Brand sollen von dem einst stattlichen Dorf nur fünf Wohnhäuser erhalten geblieben sein. Im Jahr 1686 wurden durch einen weiteren Brand erneut 22 Anwesen vernichtet.
In der Zeit vom frühen Mittelalter bis zum Dreißigjährigen Krieg wurde in Niedershausen Weinbau betrieben. An diese Zeit erinnert heute noch der Flurnamen „Weingarten“.
Im 17. und 18. Jahrhundert war der Ort Grenzsiedlung. Die Gebiete der drei Fürstentümer Nassau-Dillenburg, dessen Vogt auf der Burg Beilstein saß, Nassau-Weilburg und das Fürstentum Nassau-Hadamar stießen in der Nähe des Ortes zusammen. Niedershausen gehörte zu Nassau-Dillenburg, das benachbarte Löhnberg zu Nassau-Weilburg und der Nachbarort Dillhausen zum Fürstentum Nassau-Hadamar. Das Hadamarer Land wurde während der Gegenreformation im Gegensatz zu den anderen beiden Gebieten rekatholisiert. Die Niedershäuser blieben zu dieser Zeit ausschließlich evangelisch-reformiert.
Die älteste Besiedlung befand sich vermutlich unterhalb der heutigen Pfarrkirche. Ab Mitte des 16. Jahrhunderts wird eine Ausdehnung entlang des Kallenbachs angenommen. Der alte Ortskern lag keilförmig in der Talsenke zwischen dem zwangsläufig schon früh regulierten Kallenbach und der Löhnberger Straße am östlichen Bergrücken. Im Norden schließt die Backhausstraße und im Süden die Hofstraße diesen Ortskern ab. Durch die beengte Lage zwischen Bach und Osthang entstand eine gedrängte, im 19. Jahrhundert weiter aufgesplitterte Parzellenordnung. Diese ließ keine Gassen zu, sondern ausschließlich ein kompliziertes System von Geh- und Fahrrechten, um über die anliegenden Grundstücke zu den Gemeindestraßen zu gelangen. An diesen Geh- und Fahrrechten hat sich bis heute nichts Wesentliches geändert. Spätestens im 17. Jahrhundert kam es auch zu einer Besiedlung des westlichen Bachufers. Hier steht auch das älteste erhaltene Fachwerkhaus Niedershausens (Gebäude Bachstraße Nr. 1).
Ende des 18. Jahrhunderts waren auch die Bachufer in Höhe der heutigen Elbertalstraße und der bachbegleitend verlaufenden Löhnberger Straße sowie Teile der Neuen Straße besiedelt. Ab 1830 erfolgte eine große Dorferweiterung nach Norden durch die Anlage der heutigen Bitzstraße. Im westlichen Teil dieser Straße haben sich die Gebäude mit ihren charakteristischen Krüppelwalmdächern zumindest in ihren Grundzügen bis heute erhalten. Im Jahr 1868 siedelte sich südlich und damals noch außerhalb des Ortes der einzige Industriebetrieb Niedershausens an, die Brauerei Heinrich Göbel, deren Betrieb im Jahr 2013 eingestellt wurde. Diese Gebäude markieren heute den südlichen Ortseingang.
Im Jahr 1901 gründete sich die Freiwillige Feuerwehr Niedershausen. Damit bildete sie mit weiteren bereits bestehenden Freiwilligen Feuerwehren den Löschbezirk Oberlahn im Feuerwehr-Verband für den Regierungsbezirk Wiesbaden, innerhalb dessen sie am 3. September 1906 bei der Bezirksversammlung in Obertiefenbach in einer Stärke von 49 Mitgliedern antrat.
Nördlich des alten Dorfkerns entstand in den Jahren 1930 bis 1960 ein neuer Ortsteil, in dem 1952 auch eine neue Schule fertiggestellt wurde. Ende der 1950er Jahre entstanden durch die Flurbereinigung mehrere Aussiedlerhöfe im Norden und Süden des Ortes. In der Phase von 1960 bis 1970 wurden drei Neubaugebiete angelegt: In Richtung Löhnberg die Verlängerung der „Wilhelmstraße“, in Richtung Dillhausen die Verlängerung der „Elbertalstraße“ und in Richtung Obershausen die Verlängerung der „Neuen Straße“. Ende der 1970er Jahre begann die Erschließung des Wohnbaugebietes „Am Käuzerain“ in stark sichtexponierter Hanglage südöstlich des Ortskernes, die bis heute noch nicht abgeschlossen ist.
Hessische Gebietsreform (1970–1977)
Im Zuge der Gebietsreform in Hessen fusionierten am 31. Dezember 1970 die bis dahin selbstständigen Gemeinden des ehemaligen Oberlahnkreises Löhnberg, Niedershausen und Obershausen freiwillig zur neuen Großgemeinde Löhnberg. Selters kam am 1. Juli 1974 durch Landesgesetz hinzu.
Ortsbezirke nach der Hessischen Gemeindeordnung wurden nicht errichtet.

### Verwaltungsgeschichte im Überblick
Die folgende Liste zeigt die Staaten bzw. Herrschaftsgebiete und deren untergeordnete Verwaltungseinheiten, in denen Niedershausen lag:
- vor 1492: Heiliges Römisches Reich, Grafschaft Solms
- ab 1492: Heiliges Römisches Reich, Grafschaft Nassau-Beilstein
- ab 1621: Heiliges Römisches Reich, Grafschaft/Fürstentum Nassau-Diez, Amt Beilstein ab 1762 Amt Mengerskirchen
- 1806–1813: Großherzogtum Berg, Département Sieg, Arrondissement Dillenburg, Kanton Driedorf
- 1813–1815: Fürstentum Nassau-Oranien, Amt Mengerskirchen
- ab 1816: Herzogtum Nassau, Amt Weilburg
- ab 1849: Herzogtum Nassau, Kreisamt Hadamar[Anm. 1]
- ab 1854: Herzogtum Nassau, Amt Weilburg
- ab 1867: Norddeutscher Bund[Anm. 2], Königreich Preußen, Provinz Hessen-Nassau, Regierungsbezirk Wiesbaden, Oberlahnkreis[Anm. 3]
- ab 1871: Deutsches Reich, Königreich Preußen, Provinz Hessen-Nassau, Regierungsbezirk Wiesbaden, Oberlahnkreis
- ab 1918: Deutsches Reich, Freistaat Preußen, Provinz Hessen-Nassau, Regierungsbezirk Wiesbaden, Oberlahnkreis
- ab 1944: Deutsches Reich, Freistaat Preußen, Provinz Nassau, Oberlahnkreis
- ab 1945: Amerikanische Besatzungszone, Groß-Hessen, Regierungsbezirk Wiesbaden, Oberlahnkreis
- ab 1946: Amerikanische Besatzungszone, Land Hessen, Regierungsbezirk Wiesbaden, Oberlahnkreis
- ab 1949: Bundesrepublik Deutschland, Land Hessen, Regierungsbezirk Wiesbaden, Oberlahnkreis
- ab 1968: Bundesrepublik Deutschland, Land Hessen, Regierungsbezirk Darmstadt, Oberlahnkreis
- ab 1971: Bundesrepublik Deutschland, Land Hessen, Regierungsbezirk Darmstadt, Oberlahnkreis, Gemeinde Löhnberg[Anm. 4]
- ab 1974: Bundesrepublik Deutschland, Land Hessen, Regierungsbezirk Darmstadt, Landkreis Limburg-Weilburg, Gemeinde Löhnberg
- ab 1981: Bundesrepublik Deutschland, Land Hessen, Regierungsbezirk Gießen, Landkreis Limburg-Weilburg, Gemeinde Löhnberg

### Bevölkerung
Einwohnerentwicklung
| Niedershausen: Einwohnerzahlen von 1834 bis 2020 | Niedershausen: Einwohnerzahlen von 1834 bis 2020 | Niedershausen: Einwohnerzahlen von 1834 bis 2020 | Niedershausen: Einwohnerzahlen von 1834 bis 2020 | Niedershausen: Einwohnerzahlen von 1834 bis 2020 |
| --- | ------------------------------------------------ | ------------------------------------------------ | ------------------------------------------------ | ------------------------------------------------ |
| Jahr |                                                  |                                                  |                                                  | Einwohner                                        |
| 1834 | 1834                                             |                                                  | 720                                              | 720                                              |
| 1840 | 1840                                             |                                                  | 748                                              | 748                                              |
| 1846 | 1846                                             |                                                  | 823                                              | 823                                              |
| 1852 | 1852                                             |                                                  | 818                                              | 818                                              |
| 1858 | 1858                                             |                                                  | 801                                              | 801                                              |
| 1864 | 1864                                             |                                                  | 863                                              | 863                                              |
| 1871 | 1871                                             |                                                  | 749                                              | 749                                              |
| 1875 | 1875                                             |                                                  | 822                                              | 822                                              |
| 1885 | 1885                                             |                                                  | 808                                              | 808                                              |
| 1895 | 1895                                             |                                                  | 788                                              | 788                                              |
| 1905 | 1905                                             |                                                  | 773                                              | 773                                              |
| 1910 | 1910                                             |                                                  | 784                                              | 784                                              |
| 1925 | 1925                                             |                                                  | 829                                              | 829                                              |
| 1939 | 1939                                             |                                                  | 826                                              | 826                                              |
| 1946 | 1946                                             |                                                  | 1.157                                            | 1.157                                            |
| 1950 | 1950                                             |                                                  | 1.152                                            | 1.152                                            |
| 1956 | 1956                                             |                                                  | 1.080                                            | 1.080                                            |
| 1961 | 1961                                             |                                                  | 1.148                                            | 1.148                                            |
| 1967 | 1967                                             |                                                  | 1.157                                            | 1.157                                            |
| 1970 | 1970                                             |                                                  | 1.149                                            | 1.149                                            |
| 1980 | 1980                                             |                                                  | ?                                                | ?                                                |
| 1990 | 1990                                             |                                                  | ?                                                | ?                                                |
| 2003 | 2003                                             |                                                  | 1.142                                            | 1.142                                            |
| 2008 | 2008                                             |                                                  | 1.080                                            | 1.080                                            |
| 2011 | 2011                                             |                                                  | 999                                              | 999                                              |
| 2015 | 2015                                             |                                                  | 994                                              | 994                                              |
| 2020 | 2020                                             |                                                  | 1.001                                            | 1.001                                            |
| Datenquelle: Historisches Gemeindeverzeichnis für Hessen: Die Bevölkerung der Gemeinden 1834 bis 1967. Wiesbaden: Hessisches Statistisches Landesamt, 1968. Weitere Quellen: LAGIS; Gemeinde Löhnberg; Zensus 2011 |                                                  |                                                  |                                                  |                                                  |

Einwohnerstruktur 2011
Nach den Erhebungen des Zensus 2011 lebten am Stichtag, dem 9. Mai 2011, in Niedershausen 999 Einwohner. Darunter waren 36 (3,6 %) Ausländer.
Nach dem Lebensalter waren 171 Einwohner unter 18 Jahren, 408 zwischen 18 und 49, 207 zwischen 50 und 64 und 216 Einwohner waren älter.
Die Einwohner lebten in 426 Haushalten. Davon waren 126 Singlehaushalte, 114 Paare ohne Kinder und 135 Paare mit Kindern, sowie 45 Alleinerziehende und 6 Wohngemeinschaften. In 102 Haushalten lebten ausschließlich Senioren und in 270 Haushaltungen lebten keine Senioren.
Religionszugehörigkeit
| • 1885: | 796 evangelische (= 98,51 %), 11 katholische (= 1,36 %), ein jüdischer (= 0,12 %) Einwohner |
| • 1961: | 942 evangelische (= 82,06 %), 184 katholische (= 16,03 %) Einwohner                         |

## Kultur und Sehenswürdigkeiten

### Vereine
Auf Ortsebene bestehen die Vereine Evangelische Frauenhilfe Niedershausen, der Evangelische Kirchenchor Niedershausen, die Freiwillige Feuerwehr Niedershausen e.V. seit 1901 (einschl. Jugendfeuerwehr seit 22. Oktober 1977), der Gesangverein Liederkranz Niedershausen, die Naturfreunde Niedershausen, der Nirrerschäuser Dreschflejel e. V., der Rassegeflügelzuchtverein Niedershausen, der TC 1984 e. V. Niedershausen, der TuS 1910 Niedershausen e. V., die VdK-Ortsgruppe Niedershausen/Obershausen, der Vereinsring Niedershausen sowie die Westerwälder Wanderfreunde.

## Infrastruktur
Seit dem Jahr 1901 sorgt die Freiwillige Feuerwehr Niedershausen (ab 22. Oktober 1977 mit Jugendfeuerwehr) für den abwehrenden Brandschutz und die allgemeine Hilfe in diesem Ort. Die Evangelische Gemeindebücherei befindet sich im Theodor-Fliedner-Haus.
Es bestehen die Sporthalle und der Kindergarten „Kleine Strolche“ in der Neuen Straße, der Sportplatz, ein Kinderspielplatz sowie Rad- und Wanderwege.